# Joseph-François de Champeaux
Joseph François Denis de Champeaux, dit « Champeaux de Saucy », né le 14 février 1775 à Semur-en-Auxois (Côte-d'Or) et mort le 16 octobre 1845 à Saint-Léger-sous-Beuvray (château de Lavault), est un ingénieur des Mines connu pour avoir identifié le premier échantillon minéral d'uranium radioactif découvert en France (l'autunite). 

## Biographie
Fils de Denis Augustin de Champeaux (1737-1823), receveur des deniers royaux du bailliage de Semur-en-Auxois, et de Marie Bonnaventure de Guenebault de Buncey Joseph-François est, en 1794, élève sous-lieutenant dans le corps de l'artillerie mais révoqué  du fait de sa situation de noble. Il intègre alors le corps du génie, dans l'armée de Sambre-et-Meuse puis est admis, en 1795, à l'École des mines.  Il  suit, en même temps,  les cours de physique et de chimie à l'École Polytechnique. 
Il est nommé dans le corps des mines le 28 décembre 1797, comme « ingénieur surnuméraire ».  Il publie son premier article en mars 1801 dans Journal des Mines  « Précis historique de la découverte d'urane oxydé en France et position de cette substance ».  Il est chargé d'inventorier les richesses minérales des départements de la Côte-d'Or, de la Nièvre et de Saône-et-Loire.
C'est ainsi qu'il découvre la présence d'autunite (uranium oxydé) en France : il est "l'inventeur" du gisement historique d’autunite de Saint-Symphorien-de-Marmagne, près du Creusot, découverte qui fut le point de départ d'une révolution scientifique et industrielle.
Titularisé ingénieur en 1802, dans la Nièvre puis à Dijon, il est chargé de 1802 à 1832 des mines de la Côte-d'Or, de la Nièvre et de la Saône-et-Loire.
Il épouse le, 26 avril 1809,  à Autun sa nièce Denise-Adèle de Gévaudan. Ils n'auront pas d'enfant.